# Плакаловићи
Плакаловићи су насељено мјесто у општини Власеница, Република Српска, БиХ. Према попису становништва из 1991. у насељу је живјело 53 становника.

## Становништво
Према попису становништва из 1991. године, мјесто је имало 53 становника.
| Националност | 1991. |
| Срби         | 53    |
| Укупно       |       |

| Демографија> | Демографија> | Демографија> |
| Година       | Становника   | Становника   |
| ------------ | ------------ | ------------ |
| 1961.        | 71           |              |
| 1971.        | 120          |              |
| 1981.        | 90           |              |
| 1991.        | 53           |              |